# Popalce
Popalce (lit. Papiliai) – kolonia na Litwie, w okręgu wileńskim, w rejonie wileńskim, w gminie Bujwidze, nad jeziorem Łuń i w pobliżu granicy z Białorusią.
W źródłach występuje także pod nazwami Popalec i Popalcy.

## Historia
W dwudziestoleciu międzywojennym zaścianek leżący w Polsce, w województwie wileńskim, w powiecie wileńsko-trockim, do 1 kwietnia 1927 w gminie Bystrzyca, następnie w gminie Mickuny. W 1931 miejscowość liczyła 11 mieszkańców, zamieszkałych w 2 budynkach.
Po II wojnie światowej w granicach Związku Sowieckiego. Od 1991 na niepodległej Litwie.